# Screaming for Vengeance
A Screaming Vor Vengeance a brit Judas Priest nyolcadik nagylemeze, mely 1982-ben jelent meg. A banda slágeresebb irányba történő elmozdulásának kezdeteként szokták jegyezni, mely az Egyesült Államokban dupla platinalemez lett, Kanadában pedig platinalemez. Ezen a lemezen található a "You've Got Another Thing Comin'" című dal, amely az együttes egyik legismertebb száma és a rádióállomások is szívesen játszották. Az album a valaha legtöbb példányszámban elkelt Judas Priest-lemez.

## Felvételek és megjelenés
A lemezt az ibizai Ibiza Sound Studios-ban vették fel Spanyolországban – ekkoriban bevett szokás volt a brit zenekarok részéről, hogy adóoptimalizálási célból külföldön készítették a felvételeket. A keverést és az utómunkálatokat a Beejay Recording Studiosban végezték a floridai Coconut Grove-ban. A Screaming for Vengeance keményebb, nehezebb hangzású volt, mint a British Steel, amelyhez eltökélt szándékuk volt visszatérni a dallamosabb, könnyedebb Point of Entry lemez után. Ez volt az első alkalom, hogy egymás után három lemezen is ugyanaz a dobos, Dave Holland játszott.
Az album legnépszerűbb száma, a "You've Got Another Thing Comin'" csak az utolsó pillanatban került fel a lemezre. K.K. Downing elmondása szerint egy korábban Ibizán elkezdett, majd elvetett dalkezdeményt fejeztek be Floridában, melyről megállapították, hogy kimondottan vezetéshez tervezett dal. A sikere meglepte Rob Halfordot is, ugyanis maga a szám a lemez B-oldalára került csak fel, és a slágergyanús szerzemények általában jóval előrébb szoktak kerülni.
A Screaming for Vengeance 1982. július 17-én jelent meg először, majd 2001 májusában a "The Remasters" sorozat berkein belül újra. Ez utóbbi kiadásra két bónusz dal került fel: a "Prisoner of Your Eyes" az 1985-ös Turbo felvételei során készült és ezidáig nem került lemezre, a "Devil's Child" koncertverzióját pedig egy 1982-es memphisi fellépésen rögzítették. Az erre a lemezre készült "Fight for Your Life" pedig végül a British Steel újrakiadására került fel.
2012-ben a lemez 30. évfordulójára kiadásra került egy különleges kiadás, némiképp módosított borítóval, öt koncertfelvétellel (ezek közül a "Devil's Child megegyezik a 2001-es kiadáson lévővel, az "Electric Eye", a "Riding on the Wind", a "You've Got Another Thing Comin'", és a "Screaming For Vengeance" egy san antoniói koncerten lettek rögzítve), a "Prisoner of your Eyes" bónuszdallal, és egy bónusz DVD-vel, melyen egy 1983-as amerikai koncertfelvétel látható.
Az eddigi legutolsó remasterelt újrakiadás 2017-ben jelent meg, ezúttal bakeliten.

## Turné
Nem sokkal az album elkészülte után indult el a World Vengeance Tour, gyakorlatilag csak az Egyesült Államokra fókuszálva egész nyáron és ősszel. Az együttes 1983 decemberéig fel sem lépett Európában. Ennek az oka az amerikai piacra való fókuszálás, az áttörés elérésének szándéka volt, nem kis részben a "You've Got Another Thing Comin'" sikerének köszönhetően. Ez a dal és az "Electric Eye" hamar állandó részévé váltak a koncertrepertoárnak. A "Devil's Child" is többször visszatért 1982 és 2008 között, a "Riding on the Wind", a "Bloodstone", valamint a címadó dal is visszatérőek. A "Fever"-t csak két 1982-es koncerten játszották, a "Take These Chains" először csak 2019-ben került műsorra, a "Pain and Pleasure"-t pedig soha nem játszották.

## Számlista
Az összes dal szerzője Rob Halford, K. K. Downing, Glenn Tipton. 
| 1.  | The Hellion                                 | 0:41 |
| 2.  | Electric Eye                                | 3:39 |
| 3.  | Riding on the Wind                          | 3:07 |
| 4.  | Bloodstone                                  | 3:51 |
| 5.  | Take These Chains (írta: Bob Halligan, Jr.) | 3:07 |
| 6.  | Pain and Pleasure                           | 4:17 |
| 7.  | Screaming for Vengeance                     | 4:43 |
| 8.  | You've Got Another Thing Comin'             | 5:09 |
| 9.  | Fever                                       | 5:20 |
| 10. | Devil's Child                               | 4:48 |

### 2012-es újrakiadás, bónusz DVD
A dalokat Glenn Tipton, Rob Halford és K.K. Downing írta, kivéve ahol ez külön fel van tüntetve. A felvétel a második US Festival-on készült, San Bernardino-ban, 1983. május 29-én. Hanghibák miatt egy szám ki lett vágva az anyagból.
|     | Cím                                                                          | Szerző(k)                           | Hossz |
| --- | ---------------------------------------------------------------------------- | ----------------------------------- | ----- |
| 1.  | Electric Eye                                                                 |                                     |       |
| 2.  | Riding on the Wind                                                           |                                     |       |
| 3.  | Heading Out to the Highway                                                   |                                     |       |
| 4.  | Bloodstone                                                                   |                                     |       |
| 5.  | Metal Gods                                                                   |                                     |       |
| 6.  | Breaking the Law                                                             |                                     |       |
| 7.  | Diamonds and Rust (Joan Baez feldolgozás)                                    | Joan Baez                           |       |
| 8.  | Victim of Changes                                                            | Al Atkins, Tipton, Halford, Downing |       |
| 9.  | Living After Midnight                                                        |                                     |       |
| 10. | The Green Manalishi (With the Two-Pronged Crown) (Fleetwood Mac feldolgozás) | Peter Green                         |       |
| 11. | Screaming for Vengeance                                                      |                                     |       |
| 12. | You've Got Another Thing Comin'                                              |                                     |       |
| 13. | Hell Bent for Leather                                                        |                                     |       |

## Zenészek
- Rob Halford: ének
- K. K. Downing: gitár
- Glenn Tipton: gitár
- Ian Hill: basszusgitár
- Dave Holland: dob

## Feldolgozások
- Sepultura: "Screaming For Vengeance" (Dante XXI album)
- Iced Earth: "Screaming for Vengeance" (Tribute to the Gods album)
- Stratovarius: "Bloodstone" (Intermission c. Stratovarius albumon)
- Helloween: "The Hellion / Electric Eye" (Treasure Chest c. Helloween albumon)
- Godsmack: The Hellion/Electric Eye (VH1 Rock Honors)
- Saxon: "You've Got Another Thing Comin" (Judas Priest tribute album)
- Virgin Steele: "Screaming for Vengeance" ("Legends of Metal Vol. II. – A Tribute to Judas Priest" album)

## Fordítás
- Ez a szócikk részben vagy egészben  a   Screaming for Vengeance című angol Wikipédia-szócikk ezen változatának fordításán alapul.  Az eredeti cikk szerkesztőit annak laptörténete sorolja fel. Ez a jelzés csupán a megfogalmazás eredetét és a szerzői jogokat jelzi, nem szolgál a cikkben szereplő információk forrásmegjelöléseként.